# Anais
|  | Per a altres significats, vegeu «Anais (Charente Marítim)». |

Anais és un municipi francès al departament del Charente (regió de la Nova Aquitània). L'any 2007 tenia 539 habitants.

## Demografia

### Població
El 2007 la població de fet d'Anais era de 539 persones. Hi havia 205 famílies de les quals 38 eren unipersonals (23 homes vivint sols i 15 dones vivint soles), 80 parelles sense fills, 72 parelles amb fills i 15 famílies monoparentals amb fills.
La població ha evolucionat segons el següent gràfic:

### Habitatges
El 2007 hi havia 235 habitatges, 216 eren l'habitatge principal de la família i 19 estaven desocupats. 227 eren cases i 8 eren apartaments. Dels 216 habitatges principals, 173 estaven ocupats pels seus propietaris, 37 estaven llogats i ocupats pels llogaters i 7 estaven cedits a títol gratuït; 1 tenia una cambra, 2 en tenien dues, 19 en tenien tres, 72 en tenien quatre i 122 en tenien cinc o més. 180 habitatges disposaven pel capbaix d'una plaça de pàrquing. A 76 habitatges hi havia un automòbil i a 132 n'hi havia dos o més.

### Piràmide de població
La piràmide de població per edats i sexe el 2009 era:
| Homes | Edats   | Dones |
| ----- | ------- | ----- |
| 0     | 95 o +  | 0     |
| 0     | 90 a 94 | 0     |
| 12    | 85 a 89 | 4     |
| 0     | 80 a 84 | 8     |
| 8     | 75 a 79 | 8     |
| 8     | 70 a 74 | 0     |
| 12    | 65 a 69 | 8     |
| 4     | 60 a 64 | 16    |
| 12    | 55 a 59 | 8     |
| 8     | 50 a 54 | 16    |
| 24    | 45 a 49 | 12    |
| 36    | 40 a 44 | 28    |
| 24    | 35 a 39 | 24    |
| 20    | 30 a 34 | 16    |
| 12    | 25 a 29 | 4     |
| 20    | 20 a 24 | 4     |
| 16    | 15 a 19 | 20    |
| 20    | 10 a 14 | 4     |
| 16    | 5 a 9   | 12    |
| 0     | 0 a 4   | 12    |

## Economia
El 2007 la població en edat de treballar era de 356 persones, 277 eren actives i 79 eren inactives. De les 277 persones actives 248 estaven ocupades (136 homes i 112 dones) i 28 estaven aturades (12 homes i 16 dones). De les 79 persones inactives 36 estaven jubilades, 22 estaven estudiant i 21 estaven classificades com a «altres inactius».

### Ingressos
El 2009 a Anais hi havia 233 unitats fiscals que integraven 570,5 persones, la mediana anual d'ingressos fiscals per persona era de 18.507 €.

### Activitats econòmiques
Dels 43 establiments que hi havia el 2007, 1 era d'una empresa alimentària, 5 d'empreses de fabricació d'altres productes industrials, 4 d'empreses de construcció, 15 d'empreses de comerç i reparació d'automòbils, 3 d'empreses de transport, 1 d'una empresa d'hostatgeria i restauració, 3 d'empreses financeres, 4 d'empreses immobiliàries, 5 d'empreses de serveis, 1 d'una entitat de l'administració pública i 1 d'una empresa classificada com a «altres activitats de serveis».
Dels 8 establiments de servei als particulars que hi havia el 2009, 3 eren tallers de reparació d'automòbils i de material agrícola, 2 paletes, 1 fusteria i 2 agències immobiliàries.
Dels 4 establiments comercials que hi havia el 2009, 1 era una gran superfície de material de bricolatge, 1 una botiga de més de 120 m², 1 una fleca i 1 una botiga de mobles.
L'any 2000 a Anais hi havia 16 explotacions agrícoles.

## Equipaments sanitaris i escolars
El 2009 hi havia 1 escola maternal integrada dins d'un grup escolar amb les comunes properes formant una escola dispersa i 1 escola elemental integrada dins d'un grup escolar amb les comunes properes formant una escola dispersa.

## Poblacions properes
El següent diagrama mostra les poblacions més properes.